# Sinfonía n.º 9 (Bruckner)

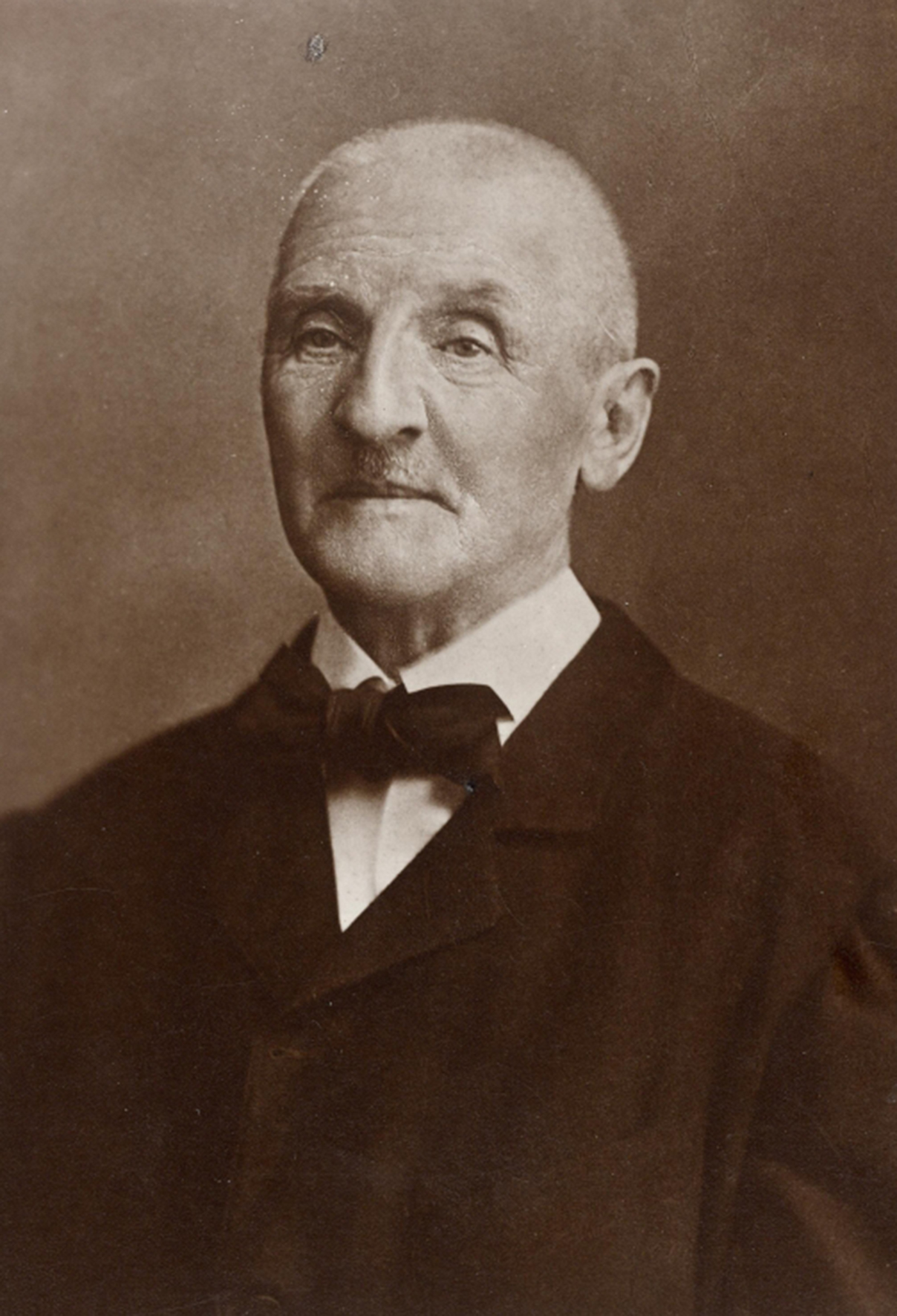
Bruckner en 1894.

La Sinfonía n.º 9 en re menor, WAB 109 fue compuesta por Anton Bruckner entre 1887 y 1896, pero quedó inconclusa debido al fallecimiento del autor.

## Historia

### Composición
La composición de esta pieza se desarrolló entre 1887 y 1896, pero el último movimiento quedó incompleto al fallecer Bruckner. Comenzó a trabajar en ella el 10 de agosto de 1887 inmediatamente después de terminar la Sinfonía n.º 8. Los primeros bocetos datan del 12 de agosto de 1887 y se conservan en la Biblioteca Jaguelónica de Cracovia. Pero el trabajo en esta sinfonía fue interrumpido repetidamente debido a revisiones de otras obras, así como al deterioro de la salud del compositor. Bruckner acababa de enviar la partitura de la Sinfonía n.º 8 al director Hermann Levi, el cual consideró que la orquestación era imposible y la elaboración de los temas "dudosa", por lo que le sugirió que la rehiciera. Entre marzo de 1888 y marzo de 1889 Bruckner se dedicó a revisar las Sinfonías n.º 8 y n.º 3. Entre tanto, el 12 de febrero de 1889, comenzó a preparar la Sinfonía n.º 2 para su publicación. El 10 de marzo de 1890 completó la Sinfonía n.º 8 antes de realizar más revisiones de las Sinfonías n.º 1 y n.º 4, así como de su Misa en fa menor. En una carta fechada el 18 de febrero de 1891 al crítico Theodor Helm Bruckner anunció: "Hoy hay secretos en voz alta. ¡Señor Doctor! [...] Tercer secreto. La Novena Sinfonía (re menor) ha comenzado". De esa manera ocultó el hecho de que sus primeros bocetos de la Novena habían sido escritos casi cuatro años antes. El maestro escribió entonces dos obras sinfónicas-corales, una versión del Salmo 150 en 1892 y la obra coral masculina Helgoland de 1893.
Las fechas de composición de los diversos movimientos de la sinfonía son las siguientes:
- El primer movimiento fue iniciado el 10 de agosto de 1887 y se completó el 23 de diciembre de 1893, debido a las numerosas interrupciones ya comentadas.
- El segundo movimiento, Scherzo, había sido esbozado en 1889 y fue finalizado el 15 de febrero de 1894. Para el Trío Bruckner creó tres versiones sucesivas en 1889, 1893 y 1894, que se comentan más adelante.

- El tercer movimiento, Adagio, fue terminado el 30 de noviembre de 1894.[9]
- El Finale quedó incompleto y fragmentado en múltiples bocetos, que fueron escritos entre el 24 de mayo de 1895 y 1896.

#### Dedicatoria
Se dice que Bruckner dedicó su Sinfonía n.º 9 al "amado Dios", aunque no hay evidencia escrita de su mano. August Gölle rich y Max Auer, en su biografía del maestro afirman que éste expresó esta dedicatoria de su obra a su médico, Richard Heller, diciendo:

«Verá usted, ya he dedicado dos sinfonías a las majestades terrenales: al pobre rey Luis como real patrón de las artes [VII. Sinfonía] A nuestro ilustre y querido emperador como máxima majestad terrenal que reconozco [VIII. Sinfonía] Y ahora dedico mi trabajo final a la majestad de todas las majestades, el amado Dios, y espero que me conceda tiempo suficiente para completarla.»

### Estreno
El estreno de los tres movimientos acabados se celebró el 11 de febrero de 1903 en la gran sala del Musikverein de Viena por la Concertvereinsorchester (Orquesta de conciertos) de Viena, precursora de la Orquesta Sinfónica de Viena, bajo la dirección de Ferdinand Löwe. Al tratarse de una obra inacabada, se puede concluir la ejecución en el Adagio o bien seguir la recomendación del maestro de añadir su Te Deum como cierre de la sinfonía. Al parecer esto último fue lo que se hizo en el estreno. No obstante, esta versión presentada entonces contenía alteraciones no autorizadas introducidas por Löwe.  
El verdadero estreno de los tres primeros movimientos de esta sinfonía tuvo lugar el 2 de abril de 1932 en Múnich bajo la dirección de Siegmund von Hausegger, que interpretó tanto la versión de Löwe como la partitura original de Bruckner. La primera grabación fue llevada a cabo en abril de 1938 por Hausegger con la Orquesta Filarmónica de Múnich en la versión original.  

### Publicación y ediciones
Esta obra cuenta con las siguientes ediciones: 
- Edición de Ferdinand Löwe de 1903: es la primera edición de la pieza, que fue llevada a cabo en 1903 por el editor Ludwig Doblinger en Viena. Pero se trata de una versión apócrifa ya que es un arreglo retocado y estrenado por Ferdinand Löwe, alumno de Bruckner, introdujo numerosos cambios no autorizados. Además de cuestionar la orquestación, el fraseo y la dinámica de Bruckner, el discípulo también anuló las armonías más audaces del maestro, como el acorde de decimotercera dominante completo en el Adagio.[11] Esta primera impresión fue publicada posteriormente por Universal Edition en Viena y también como edición de bolsillo por Eulenburg en Leipzig.[12] Como Löwe publicó su versión alterada sin etiquetarla como arreglo, esta impresión fue considerada durante mucho tiempo la composición original de Bruckner, hasta que Alfred Orel en 1934 publicó la partitura original de Bruckner.
- Edición de Alfred Orel / Robert Haas de 1934: Orel, bajo la supervisión de Haas, rescató la versión original. Es la primera edición crítica preparada para la primera Bruckner Gesamtausgabe (BGA) o Edición completa de Bruckner. Esta versión fue interpretada por primera vez en 1932 por la Filarmónica de Múnich dirigida por Siegmund von Hausegger, inmediatamente después de la versión de Löwe.[13]
- Edición de Leopold Nowak de 1951: segunda edición crítica publicada por Nowak, sucesor de Haas como director de la Bruckner Gesamtausgabe. No presenta diferencias significativas con respecto a la anterior y es la más interpretada en la actualidad.[14]
- Edición de Benjamin-Gunnar Cohrs de 2000: publicó una nueva edición crítica teniendo en cuenta el trabajo de Orel y Nowak. Corrige varios errores de imprenta e incluye una amplia explicación de los problemas editoriales. El informe crítico independiente de Cohrs contiene numerosos facsímiles de los tres primeros movimientos. Incluye una edición de los dos tríos anteriores para su interpretación en concierto.[15]
- Está prevista una nueva edición crítica como parte de la nueva edición completa de las obras de Bruckner encargada por la Musikwissenschaftlicher Verlag Wien o Editorial Musicológica de Viena.[16]

## Instrumentación
La partitura está escrita para una orquesta formada por:
- Viento madera: 3 flautas, 3 oboes, 3 clarinetes en si bemol, 3 fagotes (el tercero doblando al contrafagot).
- Viento metal: 8 trompas (cuatro en fa y cuatro en si bemol), 3 trompetas en fa y en do, 3 trombones (alto, tenor y bajo), 4 tubas Wagner  (dos en si bemol interpretadas por los trompistas 5 y 6 y dos en fa interpretadas por los trompistas 7 y 8), 1 tuba.
- Percusión: timbales.
- Cuerda: una sección de cuerdas con violines I y II, violas, violonchelos y contrabajos.

## Estructura y análisis
La sinfonía consta de cuatro movimientos:
- I. Feierlich, misterioso, en re menor 2
2
- II. Scherzo. Bewegt, lebhaft, en re menor 3
4 – Trio. Schnell, en fa sostenido mayor 3
4
- III. Adagio. Langsam, feierlich, en mi mayor 4
4
- IV. Finale. Misterioso, nicht schnell, en re menor 2
2 (incompleto)

La interpretación de los tres movimientos acabados dura aproximadamente 60 minutos. Es la sinfonía del "adiós", como lo prueban innegablemente los múltiples recuerdos que contiene de fragmentos o motivos de obras anteriores. Por ejemplo, el Kyrie y el Miserere de la Misa en re menor o el Benedictus de la Misa en fa menor; citas del tema fugado del Finale de la Sinfonía n.º 5, del tema principal de la n.º 7, del Adagio de la n.º 8. A todo ello puede añadirse la tonalidad de re menor, como en la Sinfonía n.º 9 de Beethoven y el Réquiem de Mozart. En esta obra Bruckner perfeccionó aún más su técnica de cita. Según Paul Thissen: “Sin duda, la forma en que Bruckner integra las citas en el Adagio de la Novena Sinfonía muestran el aspecto más diferenciado. Van desde una mera técnica de montaje (cita del Miserere) hasta la penetración de transformaciones del motivo citado (cita del Kyrie).” Como señala Hans-Hubert Schönzeler, Bruckner "tiene sus raíces en la música de Palestrina, Bach, Beethoven, Schubert". Al mismo tiempo se le considera, junto con Franz Liszt, es uno de los principales innovadores armónicos de finales del siglo XIX. Vista en su conjunto, esta sinfonía representa un vínculo esencial entre el Romanticismo tardío y la modernidad. Abre nuevos mundos sonoros mediante la emancipación de la disonancia que ya se producía en Richard Wagner, y además alcanza una nueva dimensión liberando acordes individuales de conexiones de armonía que alguna vez estuvieron firmemente establecidas, como continuó Arnold Schönberg. En los tramos sinfónicos extensos (sonido negativo del silencio, fase de secuenciación, clímax ampliado, proceso de descomposición) estira la forma al extremo, convirtiéndose también en un pionero estructural del modernismo. 
El maestro austríaco continúa consistentemente en su camino sinfónico elegido al apegarse a la forma sonata (ampliada para incluir el tercer tema). Al mismo tiempo, expande la forma y la eleva a lo monumental. La expansión del aparato orquestal es también una expresión de este aumento de masa. Alfred Orel afirma: “Si miras todo el aparato que utiliza Bruckner, lo que llama especialmente la atención es la masa de medios sonoros hasta ahora desconocida en la música absoluta.” Y Orel saca la siguiente conclusión: “La orquesta de la Novena Sinfonía solo representa el punto final de la línea de desarrollo tonal de Bruckner en términos de los medios utilizados. [...] El factor decisivo no es en modo alguno la masa de los medios de expresión, sino la forma en que se utilizan". el Adagio de la Novena, enfatiza: "Como en el sonido de grupo, las cuerdas, los instrumentos de viento y los metales se yuxtaponen a veces, a veces se acoplan de las más variadas formas y se unen en un todo inseparable, como lo son los instrumentos de estos grupos en los sonidos individuales... Por un lado, la obra abierta, por otro lado, la idiosincrasia del compositor de formar sus temas a partir de frases cortas hace que un instrumento muy raramente aparezca como instrumento solista sin interrupción durante mucho tiempo.”
Según Ekkehard Kreft, “las fases de crescendo en la Novena Sinfonía adquieren un nuevo significado en el sentido de que sirven para dar forma al carácter procesual desde el punto de partida del complejo temático (tema precursor) hasta su punto final (tema principal)”. En el primer movimiento y también se expresa en el Finale en una dimensión previamente desconocida. La entrada del tema principal siempre va precedida de una fase de progresión armónicamente complicada. El uso de esta armonía cada vez más compleja convierte a Bruckner en el precursor de desarrollos posteriores. El musicólogo Albrecht von Mossow lo resume así: “Con Bruckner, como con otros compositores del siglo XIX, la creciente emancipación de la disonancia, la cromatización de la armonía, el debilitamiento de la tonalidad, el aumento de la tríada armoníca a través de la inclusión de cuatro y cinco notas, las rupturas formales dentro de sus movimientos sinfónicos, así como la mejora del timbre a un parámetro casi independiente.” Las grandes olas de acumulación a menudo conducen a un proceso posterior de desintegración. El psicólogo musical Ernst Kurth enfatiza este proceso de desarrollo, clímax y decadencia y habla del "simbolismo espacial interno de un contraste de amplitud y vacío específicos del sonido en comparación con la concentración anterior y la posición máxima". Manfred Wagner también describe al maestro como "estructuralista" y traza paralelos directos con Karlheinz Stockhausen, “a saber, con su obra de casi media hora Gruppen (1957) para tres orquestas, porque en ella la estructura tampoco está tanto en la formación lineal, sino en el desgarramiento. No se trata solo de la transferencia del concepto de sonido espacial al aparato instrumental, a menudo denominado 'registro' por los intérpretes, sino también de la riqueza de tipos de composición, colores, temas [...]".

### I.Feierlich, misterioso
El primer movimiento, Feierlich, misterioso (Solemne, misterioso), está escrito en la tonalidad de re menor, en compás alla breve y responde a la forma sonata. Se abre con un preludio de 60 compases. Al principio las cuerdas entonan un tema de notas largas en trémolo que empieza con la fundamental re y las maderas lo refuerzan en el tercer compás. Primero van en crescendo y después en diminuendo. Un primer núcleo temático suena en las trompas como una repetición de la fundamental en ritmo de doble puntillo, de la que se desprende el intervalo de tercera, luego la quinta, encajados en la estructura métrica subyacente por golpes de timbales y trompetas. Según Wolfgang Stähr, "difícilmente podría comenzar una sinfonía de un modo más original, elemental y arquetípico." En el compás 19 se produce el típico fenómeno de desdoblamiento tonal de Bruckner: la fundamental se disocia en sus notas vecinas re bemol y mi bemol. Un audaz ascenso a do sostenido mayor en las trompas anuncia algo prometedor. Una larga fase de desarrollo prepara la entrada del tema principal. Manfred Wagner señala que la música de Bruckner se basa en el principio de desarrollo y exploración del sonido: "Bruckner sigue creyendo en la idea musical dominante y convincente, colocándola al final del desarrollo como su coronación, pero sabe que en el futuro se trata mucho más de las circunstancias de cómo será algo que de lo que será". El camino del desarrollo temático se expande cada vez más en la música bruckneriana; cada vez pasa más tiempo hasta que irrumpe la idea principal.
No se admite la reproducción de audio en este navegador. Se puede descargar el archivo de audio.
La exposición consta de tres temas, lo cual es un recurso arquitectónico habitual en Bruckner desde la Sinfonía en fa menor. Constituye un solemne zumbido que prepara el terreno para un choque sobrenatural, que evoluciona hacia un torbellino y desemboca en el estremecedor tema principal.
- El primer tema consiste en acordes descendentes de octava tocados en fortissimo por el tutti orquestal. Impresiona porque el espacio tonal de re menor es enfatizado al principio mediante el desplazamiento de octava rítmicamente llamativo de las notas re y la. De repente se produce un cambio a mi bemol–do bemol mayor. Este último se reinterpreta como dominante en mi menor. Sigue una cadencia múltiple a través de do mayor y sol menor hacia la mayor, y finalmente a re mayor. Le sigue una fase de desintegración, que parece frigia, y constituye una transición al siguiente tema.
- El segundo tema, en la mayor, es lírico y cantabile con un carácter similar al de un himno.[3] Comienza sonando piano en los violines. Facilita rápidamente una repetición de la trompeta. El intervalo de sexta descendente es esencial en el motivo de apertura y también desempeñará un papel relevante en el Finale inacabado. A continuación hay una impecable fase de transición, que es repetida estrechamente entre los grupos temáticos segundo y tercero.

No se admite la reproducción de audio en este navegador. Se puede descargar el archivo de audio.
- El tercer tema vuelve a re menor y destaca la presencia de las trompas. Contiene dos elementos: uno expuesto en la tónica y otro en sol bemol mayor. Su inquietante motivo de quinta–cuarta hace un movimiento de balanceo[3] y presenta una fuerte afinidad con el tema del Te Deum que reaparecerá en el Finale. Hacia el final de la transición hay una pausa sobre la nota fa, implementada sin fisuras.

No se admite la reproducción de audio en este navegador. Se puede descargar el archivo de audio.
El desarrollo utiliza varias ideas en una especie de crescendo continuo. Surge un retorcido motivo en compás de 6/8 que más tarde se utilizará como dispositivo propulsor contra el que se desarrolla la apocalíptica coda, que termina con una amenazadora quinta abierta. Finalmente, resulta un clímax en la 3.ª parte del tema principal. No es necesaria una transferencia repetida.
La recapitulación nos libera de la tensión generada por el desarrollo. Empieza aparentemente incompleta, ya que la forma sonata tripartita vuelve aquí a su forma original de dos partes. Los metales llevan a una intensidad sobrehumana, como si estuviéramos al borde del infinito.
La coda recupera el material del tema principal, que se intensifica sobre un persistente ritmo con puntillo y la yuxtaposición repetida de mi bemol mayor y re menor hasta alcanzar una apoteosis provisional que lo deja todo abierto.
En cuanto al diseño formal, Bruckner da un paso más en su evolución sinfónica al fusionar las secciones de desarrollo y recapitulación. Alfred Orel ya lo subrayó:

«Estas dos partes [desarrollo y recapitulación] no solo se han convertido en un todo unificado en términos de su estructura interna a través de la soldadura. El desarrollo consiste en una ampliación del tema principal, pero sin cambiar la disposición del material motivo en su división tripartita. Por lo tanto, se repite la primera parte del tema principal, no fiel a la nota, sino de acuerdo con la esencia interna. Sin embargo, la repetición se combina con el material del motivo de la segunda parte al revés como acompañamiento. La segunda parte también se expande y, como en la exposición, conduce a la tercera parte y al clímax con el mismo aumento que en la exposición. […] Este clímax también se extiende mediante secuencias repetidas y crecientes. Se evita la terminación abrupta de la exposición; es reemplazado por un breve desarrollo del motivo material de este clímax con un nuevo motivo de acompañamiento independiente que determina el carácter de este pasaje.»

### II.Scherzo. Bewegt, lebhaft – Trio. Schnell
El segundo movimiento, Scherzo. Bewegt, lebhaft (Conmovedor, animado) – Trio. Schnell (rápido), está en re menor y en compás de 3/4 que en el trío pasa a fa sostenido mayor y a 3/8. Este movimiento, que suele ser el tercero, ocupa aquí el segundo lugar como en la Sinfonía n.º 8. La estructura responde a una forma ternaria A-B-A de scherzo con trío. 
El Scherzo, de carácter contundente y endemoniado, no presenta rastro alguno de una danza campesina o de una imagen terrenal. Según Harry Halbreich es "una cima dantesca, un infierno en el que se retuercen aquellos a quienes se les ha negado la esperanza". Conforme a Jean Gallois "temas sin piedad... armonías alteradas, orquestación ácida", todo está hecho como para evocar un mundo apocalíptico de condenados. Pizzicato de la cuerda sobre el que se inscriben las rápidas figuras gesticulantes de la flauta y la sequedad rechinante de los violines. Pesados e incesantes martilleos rítmicos, implacablemente asestados. 
El trío cuenta con tres versiones:
- La primera versión de 1889 está en fa mayor y adopta el estilo Ländler con un solo de viola. Recuerda algunas ideas de la Sinfonía n.º 8. El acompañamiento inicial en pizzicato de negras recuerda a la apertura del Te Deum; y también está en los bocetos del Finale.[27]
- La segunda versión de 1893 está en fa sostenido mayor y también sigue el estilo Ländler con un solo de viola. Presenta un sonido un tanto etéreo. La parte central contiene una reminiscencia del Aleluya de El Mesías de Händel.
- La versión final de 1894 está en fa sostenido mayor, en 3/8 y en un tempo inusualmente rápido para un trío. Consta de tres partes, de las cuales la central es más lenta y mantiene la reminiscencia del Aleluya de El Mesías de Händel de la versión anterior. Comienza con una ligereza élfica de carácter jovial y casi ingenuo, que se caracteriza por los saltarines dibujos de la madera y el lirismo de la cuerda, mientras danza con gracia sobre un ritmo en dosillos. Pero pronto se convierte en un misterioso paisaje onírico en penumbra de imágenes vagas e inquietantes.[3] Mientras que los borradores de trío anteriores presentaban un tono más folclórico, en el trío definitivo pasan a primer plano lo extraño, lo audaz y lo fantástico, razón por la cual «no pocos creen que el Scherzo de la Sinfonía n.º 9 es lo más ingenioso que Bruckner haya escrito jamás».[25]

El 2 de julio de 2022 Ricardo Luna dirigió una versión sinfónica de las tres versiones consecutivas del trío con la Orquesta Sinfónica de Bolton.

### III.Adagio. Langsam, feierlich
El tercer movimiento, Adagio. Langsam, feierlich (Lento, solemne), está en mi mayor y en compás de 4/4. No hay una tonalidad exactamente fijada, si bien existe un boceto de 1890 en mi mayor. Se impone aquí la forma rondó, pese a la exposición en forma sonata. El primer tema se descompone en varios elementos: salto de novena, de un carácter angustioso y doloroso, en los violines (tocando en el bordón), apoyados inmediatamente por el resto de la cuerda y las trompas. Ese salto de novena también lo usará Mahler para abrir el Adagio con el que finaliza su Sinfonía n.º 9. Como segundo elemento, más claro y confiado, las cuerdas agudas tocan, en semifusas, seguidas de un amplio motivo de los metales. Se trata de una visión que se despliega lentamente y estalla en un clímax de éxtasis espiritual al estilo de Tristán. Le sigue un bello tema otoñal que parece irradiar una nostálgica mirada retrospectiva a las alegrías de la vida. El tema otoñal hace su última aparición sobre una balbuceante figura de semicorcheas. Poco a poco se le une un tema noble, como un himno, que se va tornando cada vez más disonante e intenso en su tentativa de fervor, hasta llegar a la famosa disonancia de siete notas, demoledora y terrible, a la que sigue un silencio aún más terrible, como si se mirara al vacío. Pero entonces, sigilosamente, un motivo de la apertura del movimiento lleva la música a una atmósfera final serena. El Abschied vom Leben (Adiós a la vida), traducido en forma de coral hace resplandecer la tuba. Este coral nos lleva al segundo grupo temático, un austero tema de marcha derivado de la apertura de la sinfonía. Contiene dos ideas: una, en la bemol mayor, en los violines, amplia y lírica, aunque expresa resignación; la segunda, en semicorcheas, provista de diversas variaciones. En el desarrollo alternan libremente dos temas. Y entonces, en un último y poderoso tutti que cubre casi la totalidad cromática, el mundo terrestre parece abolirse y se entreabren ante el "menestral de Dios" las puertas de la eternidad. Concluye casi en un susurro en mi mayor. En la coda, Bruckner cita cariñosamente sus Sinfonías n.º 8 y n.º 7, despidiéndose del mundo de forma elocuente y conmovedora. De hecho, este Adagio es considerado la despedida de la vida por parte del compositor.

### IV.Finale. Misterioso, nicht schnell(incompleto)
El cuarto y último movimiento, Finale. Misterioso, nicht schnell (Misterioso, no rápido), retoma la tonalidad inicial y el compás alla breve. Los fragmentos del Finale que se conservan en forma de bocetos fueron compuestos entre el 24 de mayo de 1895 y 1896. Son cuatrocientos ochenta compases (la partitura completa habría tenido unos seiscientos) que llegan hasta el cierre de la exposición y una serie de redacciones sucesivas de algunos pasajes; existen «vacíos» que afectan a la continuidad del pensamiento musical.
Bruckner ya había incorporado fugas en un contexto sinfónico pero el uso de la fuga en este Finale ocupa una posición destacada, como señaló Rainer Boss: "En comparación con el uso habitual de los temas principales del Finale como tema de fuga, el tema principal del Finale de la Novena sinfonía tiene una característica especial, a saber, no se toma sin cambios, sino que la fuga se reorganiza en sus dos últimos compases. […] Esto también explica la forma 'inusual' de exposición de la fuga, que es 'inusual' según los estándares de Bruckner...”

## Reconstrucciones delFinale
Ha habido varios intentos de reconstrucción del movimiento final. Por ejemplo William Carragan elaboró una reconstrucción en 1983 y posteriormente hizo revisiones en 2003, 2006, 2010 y 2017. La primera fue ejecutada por Hubert Soudant al frente de la Orquesta Sinfónica de Utrecht el 16 de abril de 1985. En 2009 fue ejecutada bajo la batuta de Akira Naito con la Tokyo New City Orchestra.

## Influencia
La Sinfonía n.º 9 se cita a menudo como uno de los vínculos musicales más importantes entre los siglos XIX y XX, llevando un paso más allá las innovaciones del Tristán de Wagner. Los ritmos machacones del Scherzo parecen anticiparse a Stravinsky y Bartók, mientras que los amplios saltos interválicos y la estridente disonancia recuerdan a la Segunda Escuela de Viena. Aunque el cuerpo de tres movimientos sigue el formato estándar para presentar el último trabajo sinfónico de Bruckner, los últimos esbozos demuestran que, a pesar de una salud delicada y un distanciamiento mental ocasional, la mente musical de Bruckner se mantuvo vigorosa e imaginativa hasta el fin. Estos últimos bocetos han sido grabados junto con algunas versiones «completas» del Finale. El inmenso cuarto movimiento habría superado en magnitud incluso al de la Sinfonía n.º 8, utilizando una fuga y citas del Te Deum. En cualquier caso el cierre con el Adagio resulta satisfactorio y edificante.
Mahler evocó el salto de novena al inicio del Adagio en el Adagio que cierra su propia Sinfonía n.º 9. En este mismo movimiento se anuncia al Mahler de la tonalidad evolutiva (por ejemplo, en su Sinfonía n.º 2 va de do menor a mi bemol mayor o en la n.º 9 va de re mayor a re bemol mayor), y asimismo la querencia de Mahler por la tonalidad de mi mayor como "la tonalidad del Paraíso". Esto es especialmente evidente en el Scherzo de la Sinfonía n.º 2; también en la Sinfonía n.º 4: el lied Wir geniessen die himmlische Leben, que constituye el Finale de la sinfonía, comienza en sol mayor (tónica) y termina suavemente en mi mayor, expresando la idea mahleriana de la felicidad); en la sección Accende lumen sensibus de la n.º 8.... Quizá podemos extender aún más la influencia y decir que el Adagio final de la Novena mahleriana es un tributo del discípulo que fue Mahler a la memoria de su antiguo profesor.

## Discografía selecta

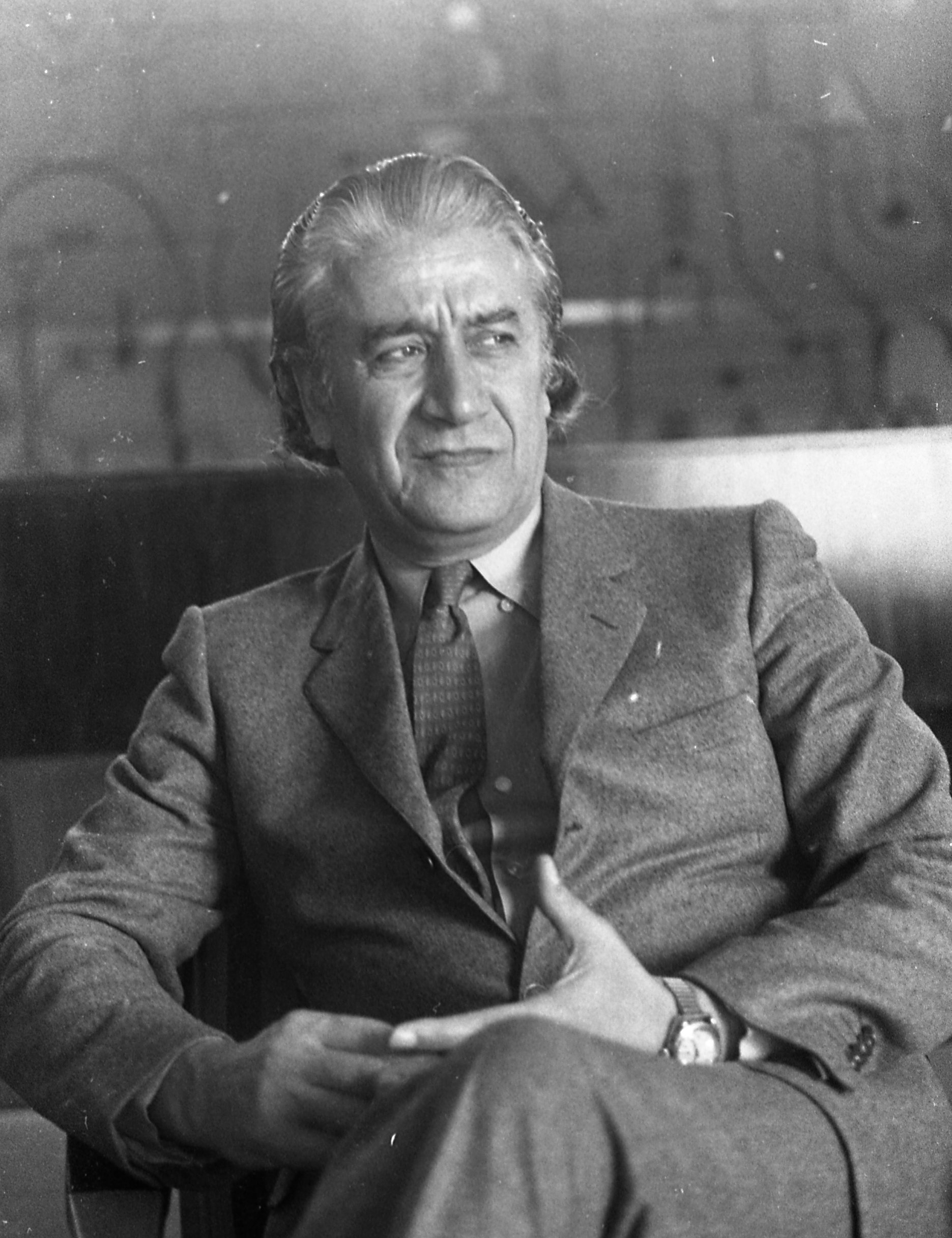
Sergiu Celibidache en 1969.

A continuación se cita una selección de grabaciones de la sinfonía.
- 1938 – Siegmund von Hausegger, Orquesta Filarmónica de Múnich (HMV disco de acetato, Preiser CD)
- 1944 – Wilhelm Furtwängler, Orquesta Filarmónica de Berlín (en vivo, DG).
- 1954 – Eugen Jochum, Orquesta Sinfónica de la Radio de Baviera (DG).
- 1956 – Eduard van Beinum, Orquesta Real del Concertgebouw (Philips).
- 1956 – Joseph Keilberth, Orquesta Filarmónica Estatal de Hamburgo (Telefunken).
- 1960 – Bruno Walter, Orquesta Sinfónica Columbia (Columbia, Sony).
- 1961 – Carl Schuricht, Orquesta Filarmónica de Viena (EMI).
- 1966 – Herbert von Karajan, Orquesta Filarmónica de Berlín (DG).
- 1970 – Otto Klemperer, Orquesta New Philharmonia (EMI).
- 1976 – Daniel Barenboim, Orquesta Sinfónica de Chicago (DG).
- 1978 – Eugen Jochum, Orquesta Estatal Sajona de Dresde (Warner).
- 1980 – Yevgueni Mravinski, Orquesta Filarmónica de Leningrado (Melodiya).
- 1980 – Lovro von Matačić Orquesta Filarmónica Checa (en vivo 4 y 5 de diciembre, Praga).
- 1981 – Bernard Haitink, Orquesta Real del Concertgebouw (Philips).
- 1988 – Carlo Maria Giulini, Orquesta Filarmónica de Viena (en vivo, DG).
- 1990 – Leonard Bernstein, Orquesta Filarmónica de Viena (DG).
- 1990 – Daniel Barenboim, Orquesta Filarmónica de Berlín (Teldec).
- 1995 – Sergiu Celibidache, Orquesta Filarmónica de Múnich (en vivo, EMI).
- 2001 – Günter Wand, Orquesta Sinfónica de la NDR (BMG).